# かりゆし☆らんど
『かりゆし☆らんど』（かりゆし・らんど）は、FM横浜で放送されている音楽・バラエティ番組。パーソナリティは柴田聡。

## 概要
日本のハッピーワンダーランド・沖縄を中心とした日本の南の島々の魅力を発信する番組。北海道出身だが、沖縄にゆかりがある柴田聡がパーソナリティを務める。柴田は2003年度から沖縄がテーマの番組を担当しており、この番組は「RYUKYU TIME」、「南風（ぱいかじ）通信」に続く3代目にあたる。
初代の「RYUKYU TIME」から日曜日の19時台前半に放送されていたが、2021年度から同じ曜日の22時台前半に移動した。
番組中でかける音楽は沖縄音楽が中心である。なお、毎回沖縄にちなんだテーマを設けている。

## 放送時間の変遷
現在（2021年4月 - ）
- 22:00 - 22:30

2013年4月 - 2021年3月
- 19:00 - 19:30

## 出演者

### 現在
- 柴田聡（メインパーソナリティー）
- MAIKO（第1週目） - 「seven oops（セブンウップス）」のドラム担当。
- 護得久栄昇（最終週） - エンディングテーマを担当。
2022（令和4）年10月30日放送分は沖縄での収録だったため、初めてレギュラー3人が一斉に出演した。護得久とMAIKOがメディアで共演するのはこれが初めてであった（だが、プライベートでは何度も会っていてお互い顔見知りであり、護得久はMAIKOを「MAIKO君」と呼んでいた）。

## 主なコーナー

### 現在

#### 第1週目
- 美（ちゅ）らリポ with MAIKO

「島の今、気になる事」を、ウチナンチュならではの視点で、MAIKOが現地からリポート。たまにseven oopsメンバーのNANAE（ボーカル）、KEITA（ベース）が登場する。前身番組「南風通信」時代から続くコーナー。

#### 最終週
- ちんだみ☆ランド

琉球民謡歌手・護得久栄昇によるコーナー。護得久の番組レギュラー入りと同時に開始した。「ちんだみ」とは沖縄の言葉で「調弦（チューニング）」のこと。
悩み相談、レポート、クイズ（護得久の出題に柴田が答える形式）などがある。護得久と柴田のやりとりはリモートで、お互いの映像が見えている模様。
門下生（弟子）の話が出てくることもあり、夏川りみが護得久とは別の週にゲスト出演した際は、夏川本人が「護得久の弟子である」と明かした（護得久も「ちんだみ☆ランド」で夏川を弟子と認めている）。

#### その他
- ゲストとトーク（第2週目～第4週目・非最終週）

柴田が沖縄ミュージシャンや、沖縄に関係のあるゲストなどを招いてトークする。場合によってはテーマソングの特集や公開収録を行う場合もある。月によって、局と番組の事情などにより「ちんだみ☆ランド」と放送週を入れ替えることがある。
- お便りコーナー（すべての週）

番組冒頭で、柴田がリスナーからのメールを読むコーナー。
- 音楽コーナー（すべての週）

お便りコーナーの後及び番組の最後に流す。
1曲はリクエストに応じた曲を、もう1曲はレギュラー出演者及びゲストにちなんだ歌を流す。
- イベント収録（臨時）

番組で催されるイベントの収録をする。